# Campionat bolivià de futbol
El campionat bolivià de futbol, actualment anomenat Lliga de Futbol Professional Bolivià, és la màxima competició futbolística de Bolívia.

## Història
Amb anterioritat a la creació del campionat nacional bolivià la principal competició al país fou el campionat de La Paz de futbol. Aquest s'inicià l'any 1914 i es perllongà fins a l'any 1953. Tot i que només hi prenien part clubs de la capital, era considerat el campionat oficiós de Bolívia. Des de 1950 el campionat esdevingué professional. Així, el 25 de maig de 1950, la AFLP (Associació de Futbol de La Paz), modificà els seus estatuts i dividí el futbol entre professional y amateur. Els campions professionals de La Paz foren considerats campions nacionals professionals.
L'any 1954, la lliga de La Paz es convertí en Torneo Integrado, amb la participació d'equips d'Oruro i Cochabamba l'any següent, a més de La Paz. El 1958 es convertí en Torneo Nacional, amb representants de tot el país, a mesura que cada departament adoptava el professionalisme. Entre 1960 i 1976, la final del campionat nacional fou coneguda com a Copa Simón Bolívar. El 1977 es creà el campionat professional de futbol.
| Departament | Any  |
| ----------- | ---- |
| La Paz      | 1950 |
| Oruro       | 1954 |
| Cochabamba  | 1955 |
| Santa Cruz  | 1965 |
| Chuquisaca  | 1969 |
| Potosí      | 1970 |
| Beni        | 1976 |
| Tarija      | 1985 |
| Pando       | 2014 |

## Historial
Font:
Llegenda:
- AFLP: Asociación de Fútbol de La Paz
- AFC: Asociación de Fútbol Cochabamba
- AFO: Asociación de Fútbol Oruro
- FBF: Federación Boliviana de Fútbol
- [A]: Apertura (febrer - juny)
- [C]: Clausura (agost - desembre)
- [AD]: Adequació
- [ST]: Segon Torneig

| Any                                         | Campió                                                                | Segon                                                                 |
| Torneig Departamental (AFLP)                | Torneig Departamental (AFLP)                                          | Torneig Departamental (AFLP)                                          |
| ------------------------------------------- | --------------------------------------------------------------------- | --------------------------------------------------------------------- |
| 1950                                        | Club Bolívar (1)                                                      | CD Lítoral                                                            |
| 1951                                        | Always Ready (1)                                                      | Club Bolívar                                                          |
| 1952                                        | The Strongest (1)                                                     | Always Ready                                                          |
| 1953                                        | Club Bolívar (2)                                                      | Always Ready                                                          |
| Torneig Integrat Interdepartamental (AFLP)  |                                                                       |                                                                       |
| 1954                                        | CD Lítoral (1)                                                        | The Strongest                                                         |
| 1955                                        | San José (1)                                                          | Chaco Petrolero                                                       |
| 1956                                        | Club Bolívar (3)                                                      | Deportivo Municipal                                                   |
| 1957                                        | Always Ready (2)                                                      | Deportivo Municipal                                                   |
| Torneig Nacional Mixte (AFC–AFO)            |                                                                       |                                                                       |
| 1957                                        | Jorge Wilstermann (1)                                                 | Club Aurora                                                           |
| Torneig Integrat Interdepartamental (AFLP)  |                                                                       |                                                                       |
| 1958                                        | Jorge Wilstermann (2)                                                 | Deportivo Municipal                                                   |
| 1959                                        | Jorge Wilstermann (3)                                                 | Always Ready                                                          |
| Torneig Major de la República (FBF)         |                                                                       |                                                                       |
| 1960                                        | Jorge Wilstermann (4)                                                 | Club Aurora                                                           |
| 1961                                        | Deportivo Municipal (1)                                               | Club Aurora                                                           |
| 1962                                        | no es disputà                                                         | no es disputà                                                         |
| 1963                                        | Club Aurora (1)                                                       | Jorge Wilstermann                                                     |
| Copa Simón Bolívar (FBF)                    |                                                                       |                                                                       |
| 1964                                        | The Strongest (2)                                                     | Club Aurora                                                           |
| 1965                                        | Deportivo Municipal (2)                                               | Jorge Wilstermann                                                     |
| 1966                                        | Club Bolívar (4)                                                      | 31 de Octubre                                                         |
| 1967                                        | Jorge Wilstermann (5)                                                 | Always Ready                                                          |
| 1968                                        | Club Bolívar (5)                                                      | CD Lítoral                                                            |
| 1969                                        | Universitario La Paz (1)                                              | Club Bolívar                                                          |
| 1970                                        | Chaco Petrolero (1)                                                   | The Strongest                                                         |
| 1971                                        | Oriente Petrolero (1)                                                 | Chaco Petrolero                                                       |
| 1972                                        | Jorge Wilstermann (6)                                                 | Oriente Petrolero                                                     |
| 1973                                        | Jorge Wilstermann (7)                                                 | Deportivo Municipal                                                   |
| 1974                                        | The Strongest (3)                                                     | Jorge Wilstermann                                                     |
| 1975                                        | Guabirá (1)                                                           | Club Bolívar                                                          |
| 1976                                        | Club Bolívar (6)                                                      | Oriente Petrolero                                                     |
| Lliga de Futbol Professional Bolivià (LFPB) |                                                                       |                                                                       |
| 1977                                        | The Strongest (4)                                                     | Oriente Petrolero                                                     |
| 1978                                        | Club Bolívar (7)                                                      | Jorge Wilstermann                                                     |
| 1979                                        | Oriente Petrolero (2)                                                 | The Strongest                                                         |
| 1980                                        | Jorge Wilstermann (8)                                                 | The Strongest                                                         |
| 1981                                        | Jorge Wilstermann (9)                                                 | The Strongest                                                         |
| 1982                                        | Club Bolívar (8)                                                      | Club Blooming                                                         |
| 1983                                        | Club Bolívar (9)                                                      | Club Blooming                                                         |
| 1984                                        | Club Blooming (1)                                                     | Oriente Petrolero                                                     |
| 1985                                        | Club Bolívar (10)                                                     | Jorge Wilstermann                                                     |
| 1986                                        | The Strongest (5)                                                     | Oriente Petrolero                                                     |
| 1987                                        | Club Bolívar (11)                                                     | Oriente Petrolero                                                     |
| 1988                                        | Club Bolívar (12)                                                     | The Strongest                                                         |
| 1989                                        | The Strongest (6)                                                     | Oriente Petrolero                                                     |
| 1990                                        | Oriente Petrolero (3)                                                 | Club Bolívar                                                          |
| 1991                                        | Club Bolívar (13)                                                     | San José                                                              |
| 1992                                        | Club Bolívar (14)                                                     | San José                                                              |
| 1993                                        | The Strongest (7)                                                     | Club Bolívar                                                          |
| 1994                                        | Club Bolívar (15)                                                     | Jorge Wilstermann                                                     |
| 1995                                        | San José (2)                                                          | Guabirá                                                               |
| 1996                                        | Club Bolívar (16)                                                     | Oriente Petrolero                                                     |
| 1997                                        | Club Bolívar (17)                                                     | Oriente Petrolero                                                     |
| 1998                                        | Club Blooming (2)                                                     | Jorge Wilstermann                                                     |
| 1999                                        | Club Blooming (3)                                                     | The Strongest                                                         |
| 2000                                        | Jorge Wilstermann (10)                                                | Oriente Petrolero                                                     |
| 2001                                        | Oriente Petrolero (4)                                                 | Club Bolívar                                                          |
| 2002                                        | Club Bolívar (18)                                                     | Oriente Petrolero                                                     |
| 2003 (A)                                    | The Strongest (8)                                                     | Club Bolívar                                                          |
| 2003 (C)                                    | The Strongest (9)                                                     | Jorge Wilstermann                                                     |
| 2004 (A)                                    | Club Bolívar (19)                                                     | Club Aurora                                                           |
| 2004 (C)                                    | The Strongest (10)                                                    | Oriente Petrolero                                                     |
| 2005 (AD)                                   | Club Bolívar (20)                                                     | The Strongest                                                         |
| 2005 (A)                                    | Club Blooming (4)                                                     | Club Bolívar                                                          |
| 2006 (C)                                    | Club Bolívar (21)                                                     | Real Potosí                                                           |
| 2006 (ST)                                   | Jorge Wilstermann (11)                                                | Real Potosí                                                           |
| 2007 (A)                                    | Real Potosí (1)                                                       | Club Bolívar                                                          |
| 2007 (C)                                    | San José (3)                                                          | La Paz FC                                                             |
| 2008 (A)                                    | Universitario de Sucre (1)                                            | La Paz FC                                                             |
| 2008 (C)                                    | Club Aurora (2)                                                       | Club Blooming                                                         |
| 2009 (A)                                    | Club Bolívar (22)                                                     | Real Potosí                                                           |
| 2009 (C)                                    | Club Blooming (5)                                                     | Club Bolívar                                                          |
| 2010 (A)                                    | Jorge Wilstermann (12)                                                | Oriente Petrolero                                                     |
| 2010 (C)                                    | Oriente Petrolero (5)                                                 | Club Bolívar                                                          |
| 2011 (AD)                                   | Club Bolívar (23)                                                     | Real Potosí                                                           |
| 2011-12 (A)                                 | The Strongest (11)                                                    | Universitario de Sucre                                                |
| 2011-12 (C)                                 | The Strongest (12)                                                    | San José                                                              |
| 2012-13 (A)                                 | The Strongest (13)                                                    | San José                                                              |
| 2012/13 (C)                                 | Club Bolívar (24)                                                     | Oriente Petrolero                                                     |
| 2013-14 (A)                                 | The Strongest (14)                                                    | Club Bolívar                                                          |
| 2013-14 (C)                                 | Universitario de Sucre (2)                                            | San José                                                              |
| 2014-15 (A)                                 | Club Bolívar (25)                                                     | Oriente Petrolero                                                     |
| 2014-15 (C)                                 | Club Bolívar (26)                                                     | The Strongest                                                         |
| 2015-16 (A)                                 | Sport Boys Warnes (1)                                                 | Club Bolívar                                                          |
| 2015-16 (C)                                 | Jorge Wilstermann (13)                                                | The Strongest                                                         |
| 2016-17 (A)                                 | The Strongest (15)                                                    | Club Bolívar                                                          |
| 2017 (A)                                    | Club Bolívar (27)                                                     | The Strongest                                                         |
| 2017 (C)                                    | Club Bolívar (28)                                                     | The Strongest                                                         |
| Divisió de Fútbol Professional (FBF)        |                                                                       |                                                                       |
| 2018 (A)                                    | Jorge Wilstermann (14)                                                | The Strongest                                                         |
| 2018 (C)                                    | San José (4)                                                          | The Strongest                                                         |
| 2019 (A)                                    | Club Bolívar (29)                                                     | The Strongest                                                         |
| 2019 (C)                                    | Jorge Wilstermann (15)                                                | The Strongest                                                         |
| 2020 (A)                                    | Always Ready (3)                                                      | The Strongest                                                         |
| 2020 (C)                                    | Cancel·lat per la pandèmia de la COVID-19.                            | Cancel·lat per la pandèmia de la COVID-19.                            |
| 2021                                        | Independiente Petrolero (1)                                           | Always Ready                                                          |
| 2022 (A)                                    | Club Bolívar (30)                                                     | The Strongest                                                         |
| 2022 (C)                                    | Abandonat a causa dels disturbis civils al departament de Santa Cruz. | Abandonat a causa dels disturbis civils al departament de Santa Cruz. |
| 2023                                        | The Strongest (16)                                                    | Club Bolívar                                                          |
| 2024                                        | Club Bolívar (31)                                                     | CD San Antonio Bulo Bulo                                              |

1. 1 2  L'any 1957 hi va haver dos campionats, el Certamen Nacional Mixto amb equips de Cochabamba i Oruro, i l'organitzat per l'AFLP amb equips de La Paz.